# Argentino Hotel
El Argentino Hotel constituye el mayor complejo hotelero de la ciudad de Piriápolis, Uruguay.

## Historia
El proyecto fue producto de la visión del empresario Francisco Piria, y lo concibió para 1200 huéspedes. En 1920 el presidente uruguayo Baltasar Brum colocó su piedra fundamental. Insumió un costo de 5 millones de pesos, siendo en su momento uno de los hoteles más gigantescos de América del Sur. Esta edificación tiene 120 metros de frente, 70 de fondo y 6 plantas. En el piso de abajo ya estaban previstas las primeras instalaciones para el uso de la talasoterapia, con duchas y bañeras para baños fríos y calientes de agua de mar, sección de gimnasia sueca, salones de peluquería, entre otros. Para el alhajamiento, Piria trajo la lencería de hilo de Italia, la vajilla de Alemania, la cristalería de Checoslovaquia y el mobiliario de Austria. Desde la entrada se accede a una escalera que invita a subir a las habitaciones, con una vitral de cinco metros cuadrados de innumerables tornasolados colores.
El arquitecto del hotel fue Pierre Guichot.
Fue inaugurado el 24 de diciembre de 1930 y fue durante varios años el hotel más grande de Sudamérica. El casino del hotel se encuentra en el ala izquierda, el público puede acceder por una escalinata y los huéspedes por el pasillo izquierdo de planta baja.
En 1942 el Estado uruguayo adquiere el Hotel Argentino y lo concesiona en 1958. En 1993 es declarado Monumento Histórico del Uruguay y en 2008 Bien de Significación Patrimonial. El Argentino Hotel pertenece al Estado uruguayo y es administrado en concesión 30 años por el Grupo Méndez Requena (Nifelar S.A.) , desde 2017 a 2047.
El Argentino Hotel recibió la certificación de accesibilidad al medio físico, con respecto a la norma UNIT 200.
En 2021 pasa a ser un hotel “pet friendly” para admitir perros pequeños que acompañen a sus dueños.
El hotel cuenta con 3 piletas con diferentes temperaturas, dos cerradas y una abierta con tobogán y trampolín.

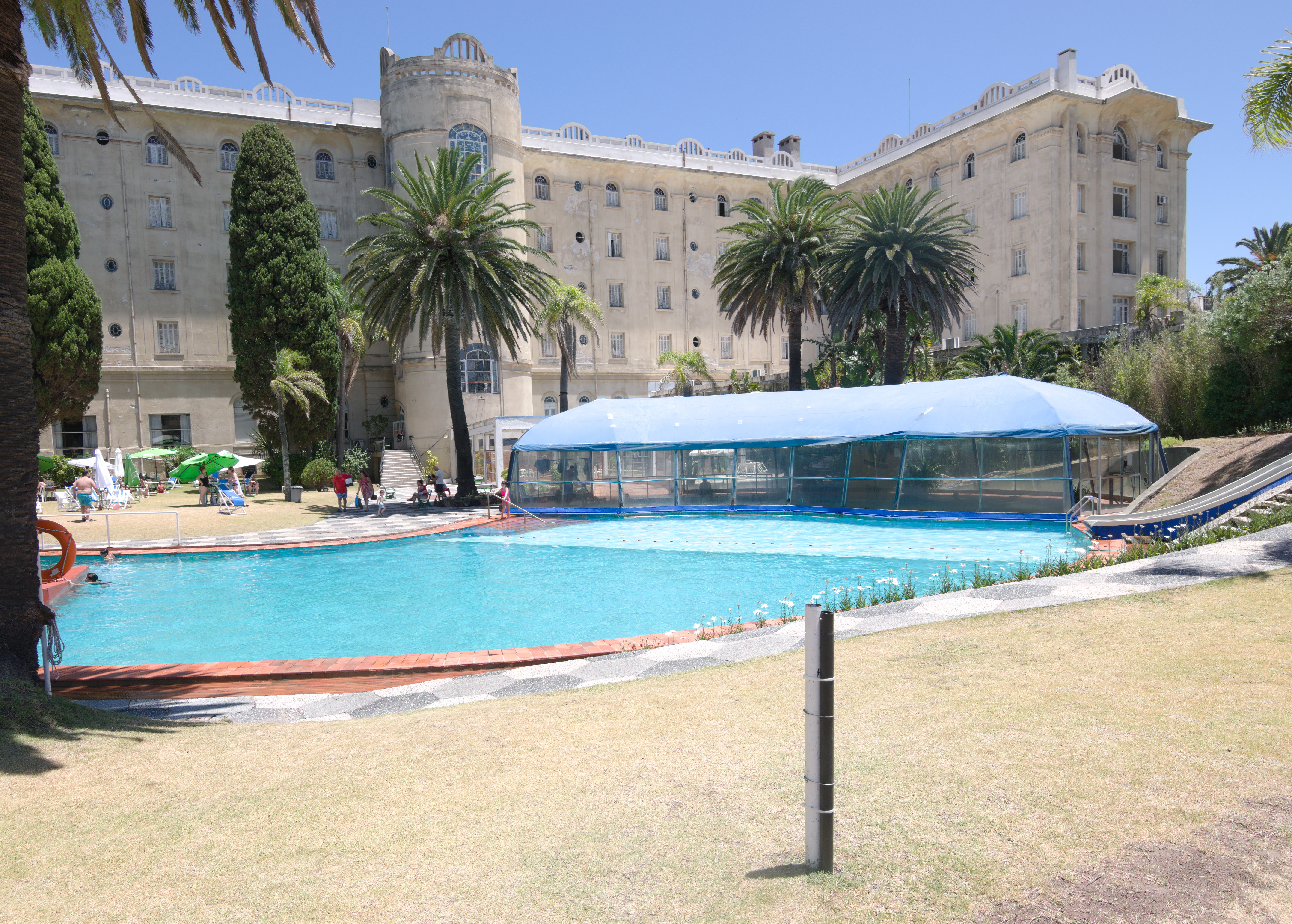
piscina exterior en 2023.
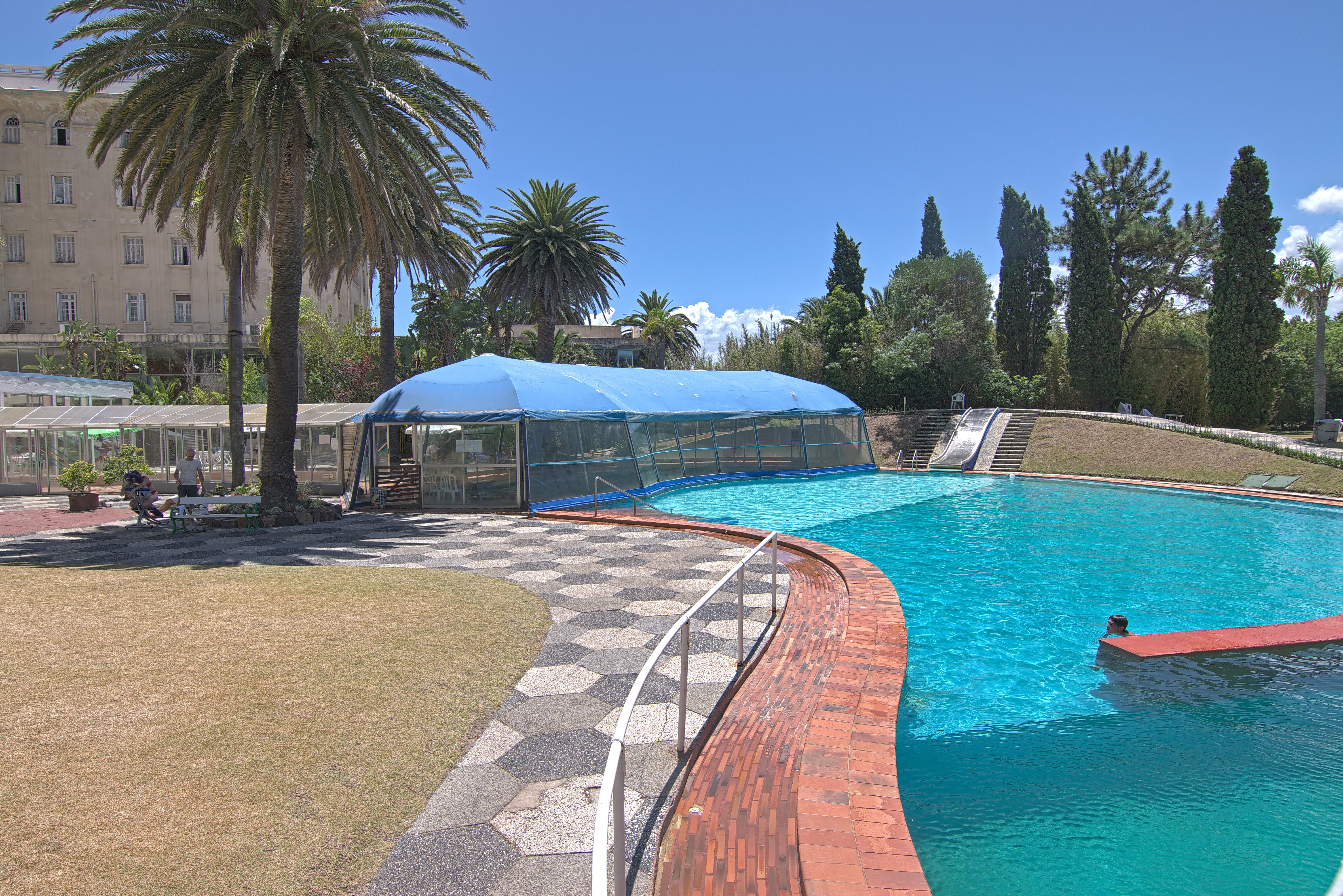
pscina exterior en 2023.
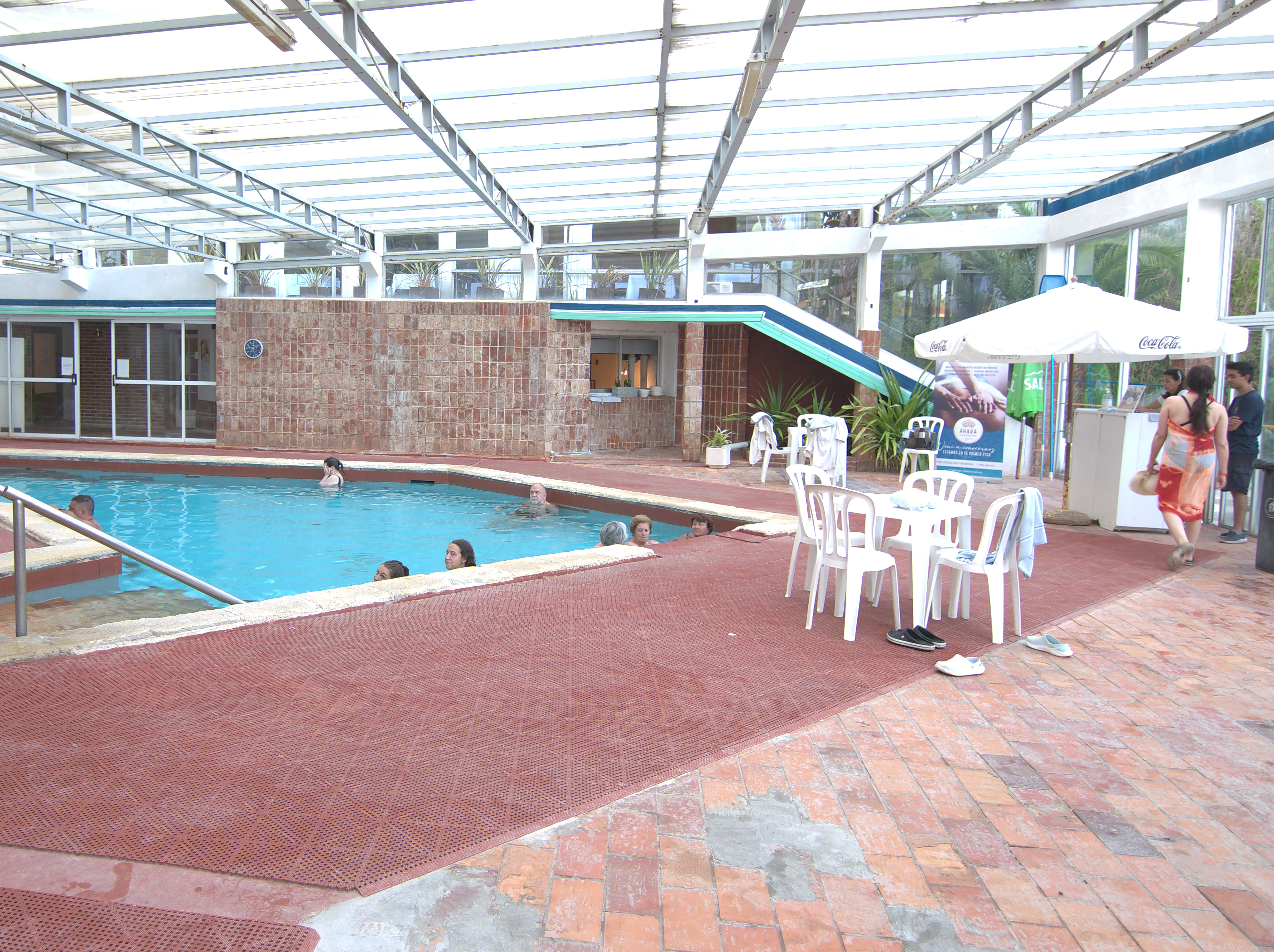
pscina interior en 2023.

## Salones
El hotel tiene dos salones importantes: el Salón Acuario y el Salón Dorado. En el Salón Acuario se sirve el desayuno del hotel y ofrece un servicio de confitería abierto para todo público. En el Salón Dorado se realizan presentaciones de libros, charlas y conciertos de diferentes estilos.
En Salón Dorado se han presentado personalidades de la música como: Albana Barrocas, Edison Mouriño, Felipe Rubini, etc. También personalidades de la literarura y conferencistas como: Ludovica Squirru, Marciano Durán, etc.

## Festival
En el hotel se realiza el Festival Internacional "Piriápolis de Película", el cual es una muestra audiovisual para realizadores nacionales e internacionales. Se caracteriza por exhibir de forma totalmente gratuita una selección de películas, cortometrajes y largometrajes, de todos los géneros. También tiene un concurso de películas latinoamericanos y se entregan premios a actrices y actores destacados.

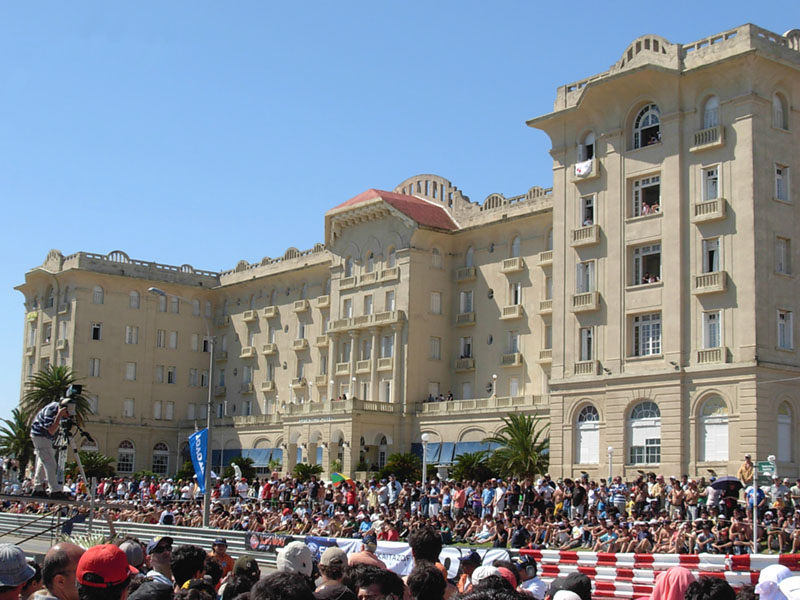
El Argentina Hotel, Gran Premio de Piriápolis en 2008.

## Automovilismo
Por el frente del hotel ha pasado Gran Premio de Piriápolis de Automovilismo. Incluso la carrera automovilística se inició desde el frente en 2022.

## Ficción
Parte de la película uruguaya Whisky se rodó en las instalaciones del hotel.
La acción de la segunda parte de la novela Asesinato en el hotel de baños, de Juan Grompone, transcurre en el hotel.
También parte de la película uruguaya "Estoy por casarme" (1991) de Manuel Lamas, se filmó en sus instalaciones, mostrando con detalle los servicios ofrecidos por el hotel. El film se exhibió por primera vez en una sala del hotel.[cita requerida]